# 缩羽毛蕨
缩羽毛蕨（学名：Cyclosorus abbreviatus）为金星蕨科毛蕨属下的一个种。